# Samcheok Shinwoo Electronics
Samcheok Shinwoo Electronics war ein Fußballfranchise aus der Stadt Samcheok in Südkorea. Der Verein nahm von 2007 bis 2010 an der K3 League teil, ehe sie aufgrund finanzieller Probleme die Liga verließen und sich auflösten. Der Verein gehörte der Firma Shinwoo Electronics. 

## Geschichte

### Hwaseong Shinwoo Electronics-Ära (2007–2008)
Samcheok Shinwoo Electronics wurde 2006 unter den Namen Hwaseong Shinwoo Electronics FC gegründet und trat 2007 der K3 League bei. In ihrer ersten Saison erreichten sie dank des 1. Platzes in der Hinrunde die K3 League-Ligameisterschaft. Im Halbfinale trafen sie auf Yongin Citizen FC, welches sie mit 1:0 für sich gewinnen konnten. Im Finale unterlagen sie allerdings Zuhause mit 0:1 und Auswärts mit 0:2 gegenüber Seoul United FC und wurden nur Vizemeister. 
2008 konnten sie erneut, dank des Hinrunden-Sieges sich für die Ligameisterschaft qualifizieren. Im Halbfinale der Ligameisterschaft trafen sie diesmal auf Gwangju Gwangsan FC, welches sie mit 1:0 gewinnen konnten. Im Finale traf man auf Yangju Citizen FC. Das Hinspiel ging Auswärts mit 0:0 unentschieden aus, während das Rückspiel Zuhause mit 2:2 zu Ende ging. Da aber für das Finale die Auswärtstorregelung bestand, gewann Yangju Citizen FC die Ligameisterschaft und Shinwoo wurde erneut nur Vizemeister. 2008 trat der Verein zudem zum ersten Mal im Korean FA Cup an. Dort traf man in der 1. Runde auf Jeonju EM FC, welches man im Elfmeterschießen mit 5:6 verlor.

### Samcheok Shinwoo Electronics-Ära (2009–2010)
2009 zog man nach Samcheok um und nannte sich in Samcheok Shinwoo Electronics FC um. In der Liga enttäuschte der Verein mit einem 12. Platz. Auch im Pokal schied man wieder sehr früh aus. In der 1. Runde traf man auf Cheongju Jikji FC, welches man aber aufgrund des Heimrechtes mit 2:2 verlor. 
2010 konnte der Verein erneut die Ligameisterschaftsspiele erreichen. Durch den 1. Platz gewann der Verein die Liga. In der Ligameisterschaft traf man zuerst im Halbfinale auf Yangju Citizen FC. Sie gewannen das Spiel im Elfmeterschießen mit 6:5. Im Finale traf man auf Gyeongju Citizen FC. Das Hinspiel ging 0:0 unentschieden aus. Das Auswärtsspiel verlor man aber mit 0:1. Damit wurde der Verein erneut nur Vizemeister. Am Pokal nahm der Verein nicht teil, da sie sich nicht für ihn qualifizieren konnten. Der Verein gab nach der Saison bekannt, aufgrund Finanzieller Probleme sich auflösen zu müssen. Hintergrund war, dass Shinwoo Electronics die Muttergesellschaft des Vereins Finanzielle Probleme hatte. Aufgrund dieses Problems musste die Kooperation mit der Stadt Samcheok beendet werden.

### Historie-Übersicht
| Saison | Liga      | Kl. | Vereine | Spiele | Pl. | S  | U | N  | Tore  | Pkt. | KFA Cup            | K3-League-Play-Off | Trainer      |
| 2007   | K3 League | 4   | 10      | 18     | 2.  | 11 | 4 | 3  | 29:16 | 37   | keine Teilnahme    | Finale             | Kim Jong-pil |
| 2008   | K3 League | 4   | 16      | 29     | 2.  | 18 | 7 | 4  | 68:33 | 61   | 1. Hauptrunde      | Finale             | Kim Jong-pil |
| 2009   | K3 League | 4   | 17      | 34     | 12. | 13 | 5 | 14 | 73:49 | 44   | 1. Hauptrunde      | Nicht Qualifiziert | Kim Jong-pil |
| 2010   | K3 League | 4   | 9       | 25     | 1.  | 18 | 4 | 3  | 48:16 | 58   | Nicht Qualifiziert | Finale             | Kim Jong-pil |

## Stadion
| Stadion | Name                     | Eigentümer               | Eröffnung | Nutzungszeitraum | Nutzungszeitraum |
| Stadion | Name                     | Eigentümer               | Eröffnung | Von              | Bis              |
| ------- | ------------------------ | ------------------------ | --------- | ---------------- | ---------------- |
|         | Bibong-Seubji-Sportplatz | Stadtverwaltung Hwaseong | n. b.     | 2007             | 2008             |
|         | Samcheok-Stadion         | Stadtverwaltung Samcheok | 1985      | 2009             | 2010             |